# Josef Pešice
Josef Pešice (Prága, 1950. február 12. – 2017. december 18.) cseh labdarúgó, edző.

## Pályafutása

### Játékosként
1957-ben a TJ Štěchovice csapatában kezdte a labdarúgást, majd 1965-től a Sparta Praha korosztályos csapatában folytatta. 1969 és 1971 között a Dukla Tábor együttesében szerepelt, majd visszatért a Sparta felnőtt csapatához, ahol egy csehszlovák kupagyőzelmet ért el az együttessel. 1975 és 1978 között a Zbrojovka Brno játékosa volt és tagja volt az 1977–78-as bajnokcsapatnak. 1979 és 1984 között a Slavia Praha, 1984 és 1986 között a ciprusi AÉ Lemeszú csapatában szerepelt.

### Edzőként
1987 és 1991 között a Sparta Praha ifjúsági csapatánál kezdte edzői tevékenységét. 1991 és 1993 között a Slavia Praha együttesénél segédedzőként dolgozott. 1993 és 1995 között az FK Jablonec vezetőedzője volt. 1995 és 1997 között ismét a Slaviánál segédedzőként tevékenykedett. 1997 és 2000 között az FK Teplice, 2001-ben a Costa Rica-i CS Cartaginés, majd a Slavia vezetőedzője volt. 2002-ben a Spartánál tevékenykedett segédedzőként. 2003 és 2010 között a korosztályos cseh válogatottaknál dolgozott szövetségi edzőként. 2010-ben az AÉ Lemeszú segédedzője volt. 2012-13-ban a cseh válogatott segédedzőjeként tevékenykedett Michal Bílek mellett. 2013 szeptemberében a válogatott ideiglenes szövetségi kapitánya volt.

## Sikerei, díjai
Sparta Praha
- Csehszlovák kupa (Československý pohár)
  - győztes: 1972

 Zbrojovka Brno
- Csehszlovák bajnokság
  - bajnok: 1977–78

 AÉ Lemeszú
- Ciprusi kupa
  - győztes: 1985